# Koalovití
Koalovití (Phascolarctidae) představují čeleď dvojitozubých vačnatců. V současnosti přežívá pouze jediný druh koala medvídkovitý (Phascolarctos cinereus), jenž je svým výskytem omezen na východní a jihovýchodní Austrálii. Historicky šlo o druhově početnější skupinu, která zahrnovala několik dnes již vyhynulých rodů, jakož i další vyhynulé zástupce rodu Phascolarctos (včetně druhu P. stirtoni, mohutnějšího ve srovnání s P. cinereus).
Fosilní záznam sahá do svrchního oligocénu. Z hlediska fylogeneze jsou koalovití pokládáni za sesterskou skupinu vombatovitých (Vombatidae), s nimiž je pojí i několik sdílených charakteristik: mj. vak otevírající se dozadu, zbytkový ocas a redukce prvních dvou třenových zubů.